# Ben Blue

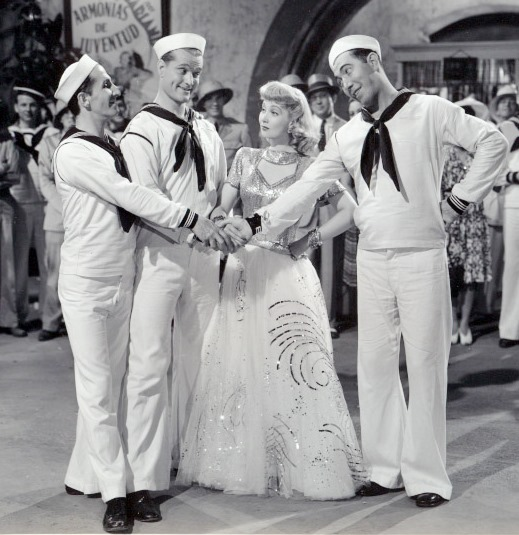
Izq. a der.: Ben Blue, Red Skelton, Ann Sothern y Rags Ragland in Panama Hattie (1942)

Ben Blue (12 de septiembre de 1901 – 7 de marzo de 1975) fue un actor y humorista de origen canadiense.

## Biografía
Su verdadero nombre era Benjamin Bernstein, y nació en Montreal, Quebec, en el seno de una familia de origen judío. La familia emigró, cuando Blue tenía nueve años de edad, a Baltimore, Maryland, ciudad en la cual él ganó un concurso a la mejor imitación de Charlie Chaplin. A los quince años viajaba con una compañía itinerante, trabajando más adelante en labores de dirección teatral. 
También se ocupó como profesor de baile, y fue propietario de un nightclub. En los años 1920 Blue formó parte de una popular orquesta, Jack White and His Montrealers. La banda hacía énfasis en la comedia, interactuando con el director, que contaba chistes. Blue, a la batería y portando una ridícula barba falsa, a veces contaba chistes muy trillados. La banda emigró a los Estados Unidos, y actuó en dos musicales de los inicios del cine sonoro — el corto rodado por técnica Vitaphone Jack White and His Montrealers y la revista de Universal en Technicolor King of Jazz (1930). Además, en 1930 Blue viajó en gira con los "Earl Carroll Vanities".
Blue dejó la banda para actuar como humorista en solitario, componiendo a un personaje calvo, tonto y de expresión bobalicona. El productor Hal Roach le eligió para actuar en sus cortos cómicos "Taxi Boys", pero pronto fue reemplazado por otros comediantes. En los años 1930 trabajó para Paramount Pictures, con The Big Broadcast of 1938, y para Metro-Goldwyn-Mayer, con películas como Easy to Wed. 
En 1950 tuvo una serie televisiva propia, aunque de corta duración, The Ben Blue Show, y actuó también de manera regular en The Frank Sinatra Show.
En 1951 Blue comenzó a centrarse en la actuación y en la dirección de nightclubs en Hollywood y San Francisco (California), actuando en una ocasión en un club de Reno (Nevada) llamado Dollhouse. Blue y Maxie Rosenbloom fueron propietarios y actuaron en el club de Hollywood llamado "Slapsie Maxie's". En la década de 1960 abrió un nightclub en Santa Mónica (California), el "Ben Blue's", que rápidamente se convirtió en un lugar de moda en el cual acudían famosos del momento. Tres años después cerró el local por problemas de salud. 
Blue salió en la portada del número especial de la revista TV Guide de 11 de junio de 1954 junto a Alan Young, una edición con los shows de temporada veraniega. Blue hizo también actuaciones en shows televisivos como The Jack Benny Program y The Milton Berle Show.
En 1958 protagonizó un episodio piloto de un programa televisivo, Ben Blue's Brothers, en el cual interpretó cuatro papeles diferentes. El show no llegó a emitirse, aunque sí se pudo el piloto en 1965. Blue tuvo también un papel recurrente en la serie de Jerry Van Dyke Accidental Family en 1967. 
Entre sus actuaciones cinematográficas se incluyen muchos cameos. En El mundo está loco, loco, loco (1963), su papel fue el del piloto del Standard J-1 en el que volaban Sid Caesar y Edie Adams, y fue Luther Grilk, un borracho, en ¡Que vienen los rusos! (1966). Otras películas en las que actuó son The Busy Body (1967), A Guide for the Married Man (1967) y Where Were You When the Lights Went Out? (1968). Una de sus últimas actuaciones televisivas llegó con Tierra de gigantes en 1969. También pudo ser visto al siguiente año en el especial televisivo de Dora Hall "Once Upon a Tour".
Ben Blue falleció en Hollywood, California, el 7 de marzo de 1975, y fue enterrado en el Cementerio Hillside Memorial Park, en Culver City, California. Sus documentos se conservan en la biblioteca de la Universidad de California en Los Ángeles.